# Zahajki (powiat bialski)
Zahajki (do 31 grudnia 1990 Zagajki) – wieś w Polsce położona w województwie lubelskim, w powiecie bialskim, w gminie Drelów. Przez wieś przebiega droga wojewódzka nr .
Wieś jest sołectwem w gminie Drelów. Według Narodowego Spisu Powszechnego z roku 2011 wieś liczyła 321 mieszkańców.
| SIMC    | Nazwa       | Rodzaj    |
| ------- | ----------- | --------- |
| 0011943 | Kacze Dołki | część wsi |
| 0011950 | Nowa Wieś   | część wsi |
| 0011966 | Piszczanka  | część wsi |
| 0011972 | Prosianki   | część wsi |

Do 1954 roku istniała gmina Zahajki. W latach 1975–1998 miejscowość należała administracyjnie do województwa bialskopodlaskiego.
Wieś położona w powiecie mielnickim województwa podlaskiego, wchodziła w 1662 roku w skład majętności międzyrzeckiej Łukasza Opalińskiego.
Wierni Kościoła rzymskokatolickiego należą do parafii św. Mikołaja w Międzyrzecu Podlaskim.